# Rawno
Rawno (bułg. Равно) – wieś w Bułgarii, w obwodzie Razgrad, w gminie Kubrat. W 2023 roku liczyła 526 mieszkańców.